# Villarodin-Bourget
Villarodin-Bourget település Franciaországban, Savoie megyében. Lakosainak száma 511 fő (2022. január 1.). Villarodin-Bourget Aussois, Avrieux, Modane és Pralognan-la-Vanoise községekkel határos.

## Népesség
A település népessége az elmúlt években az alábbi módon változott:
| Lakosok száma | 509  | 521  | 535  | 529  | 532  | 536  | 538  | 524  | 511  |
|               | 2013 | 2015 | 2016 | 2017 | 2018 | 2019 | 2020 | 2021 | 2022 |